# ラスト・タイクーン

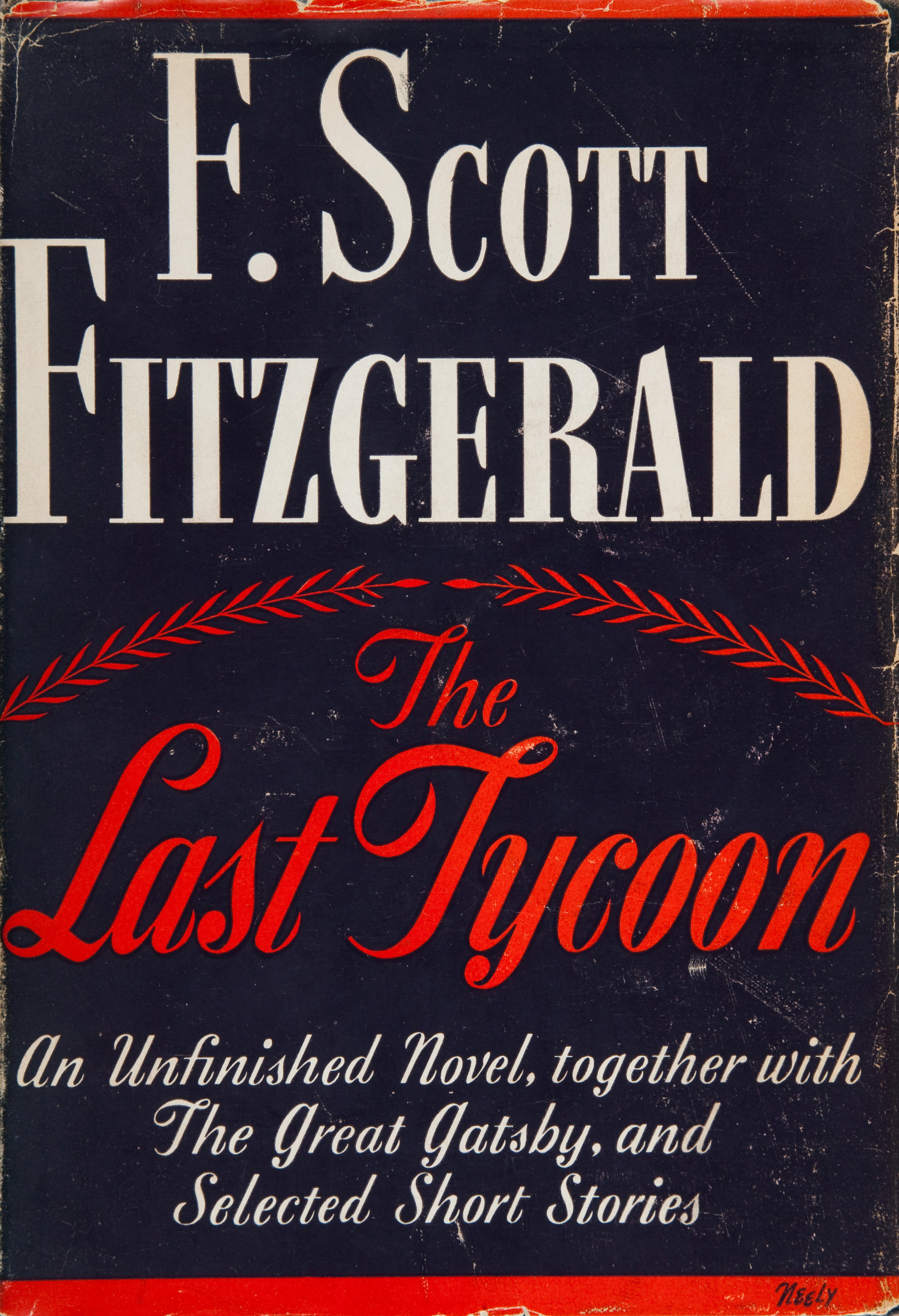

『ラスト・タイクーン』（The Last Tycoon、1993年の再版でThe Love of the Last Tycoonに改題）は、アメリカの小説家F・スコット・フィッツジェラルドの未完の長編小説。同名で映画化・宝塚歌劇団による舞台化もされた。『最後の大君』とも訳される。

## 概要
本作は、ハリウッドの映画界を舞台とした作品で、作品に登場するモンロー・スターは初期ハリウッドを代表するプロデューサーであったアーヴィング・タルバーグをモデルとしている。
フィッツジェラルドは本作第6章の第1エピソードを書いた翌日の1940年12月21日、アルコール依存症からくる心臓発作で死去した。その後、友人でもあった文芸評論家エドマンド・ウィルソンが彼の書き遺したプロットを整理し、1941年に『The Last Tycoon』として出版した。フィッツジェラルドは、この作品のタイトルを『The Love of the Last Tycoon』としようと考えていたとされ、1993年の再版以降はこれに改題されている。フィッジェラルドは小説の題名に冗長なものをつけたがる傾向があり、代表作『グレート・ギャツビー』という題名にも最後まで反対していた。『グレート・ギャツビー』や『夜はやさし』をおさえて、本作を代表作にあげる者もいる。

## 日本語訳
- 米田敏範訳 『ラスト・タイクーン』 三笠書房、1977年
- 乾信一郎訳 『ラスト・タイクーン』 ハヤカワ文庫、1977年
- 大貫三郎訳 『ラスト・タイクーン』 角川文庫、1977年、復刊1989年、改版2008年。ISBN 4042155065
- 沼沢洽治訳 『最後の大君』 「世界文学全集76」集英社、1979年
他は沼沢訳「皐月祭・富豪青年・バビロン再訪」、および野崎孝訳「偉大なギャツビー」、各・集英社文庫で再刊
- 上岡伸雄訳 『ラスト・タイクーン』 作品社、2020年10月
　他に短編4作 （「クレージー・サンデー」 「監督のお気に入り」 「最後のキス」 「体温」）、および書簡24通
- 村上春樹訳 『最後の大君』 中央公論新社、2022年4月

## 映画
1976年に映画化（en:The Last Tycoon (1976 film)）、エリア・カザンの最後の監督作品。ロバート・デ・ニーロがモンロー・スター役で、他も豪華キャストが集結。劇作家ハロルド・ピンター（2005年にノーベル文学賞を受賞）が脚本を担当。日本では長らくソフト化されなかったが、21世紀になりDVD化された。

### スタッフ
- 監督：エリア・カザン
- 製作：サム・スピーゲル
- 脚本：ハロルド・ピンター
- 撮影：ヴィクター・J・ケンパー
- 音楽：モーリス・ジャール

### キャスト
- モンロー・スター：ロバート・デ・ニーロ
- ブリマー：ジャック・ニコルソン
- ディディ：ジャンヌ・モロー
- ロドリゲス：トニー・カーティス
- セシリア・ブレイディ：テレサ・ラッセル
- エドナ：アンジェリカ・ヒューストン
- パット・ブレイディ：ロバート・ミッチャム
- ガイド：ジョン・キャラダイン
- ボクスリー：ドナルド・プレザンス
- フライシャッカー：レイ・ミランド
- レッド：ダナ・アンドリュース
- ワイリー：ピーター・ストラウス
- トレーナー：シーモア・カッセル
- キャスリーン・ムーア：イングリッド・ボウルティング

## 舞台
2014年、宝塚歌劇団創設100周年記念の第2弾として、花組公演・2014年2月7日 - 3月17日=宝塚大劇場、2014年4月10日 - 5月11日=東京宝塚劇場で開催。併演作はメガ・ステージ『TAKARAZUKA ∞ 夢眩』。

### スタッフ
- 脚本・演出：生田大和
- 製作著作：宝塚歌劇団

### キャスト
- モンロー・スター：蘭寿とむ
- キャサリン・ムーア/ミナ・デービス：蘭乃はな
- パット・ブレーディ：明日海りお

## テレビドラマ
2016年にテレビドラマ化され（en:The Last Tycoon (TV series)）、Amazon Prime Videoで放送された。全9話。

### キャスト
- モンロー・スター：マット・ボマー
- パット・ブレイディ：ケルシー・グラマー
- セシリア・ブレイディ：リリー・コリンズ
- キャスリーン・ムーア：ドミニク・マケリゴット
- ローズ・ブレイディ：ローズマリー・デウィット
- マックス・マイナー：マーク・オブライエン
- オーブリー・ハケット：エンゾ・シレンティ
- ルイス・B・メイヤー：ソウル・ルビネック
- フリッツ・ラング：イド・ゴールドバーグ
- マーゴ・タフト：ジェニファー・ビールス